# Třída Cambrian
Třída Cambrian byla třída lehkých křižníků Royal Navy. Byla to třetí ze sedmi tříd lehkých křižníků souhrnně označovaných jako třída C. Celkem byly postaveny čtyři jednotky této třídy. Ve službě byly od roku 1915. Účastnily se první světové války. Ve 30. letech byly vyřazeny.

## Stavba
Jednalo se o vylepšenou verzi třídy Calliope. Celkem byly postaveny čtyři jednotky této třídy. Do služby byly přijaty roku 1915.
Jednotky třídy Cambrian:
| Jméno      | Loděnice          | Založení kýlu    | Spuštění na vodu  | Přijetí do služby | Status                |
| ---------- | ----------------- | ---------------- | ----------------- | ----------------- | --------------------- |
| Cambrian   | Pembroke Dockyard | 8. prosince 1914 | 3. března 1916    | květen 1916       | Prodán do šrotu 1934. |
| Canterbury | John Brown        | 14. října 1914   | 21. prosince 1915 | květen 1916       | Prodán do šrotu 1934. |
| Castor     | Cammell Laird     | 28. října 1914   | 28. července 1915 | listopad 1915     | Prodán do šrotu 1936. |
| Constance  | Cammell Laird     | 25. ledna 1915   | 12. září 1915     | leden 1916        | Prodán do šrotu 1936. |

## Konstrukce

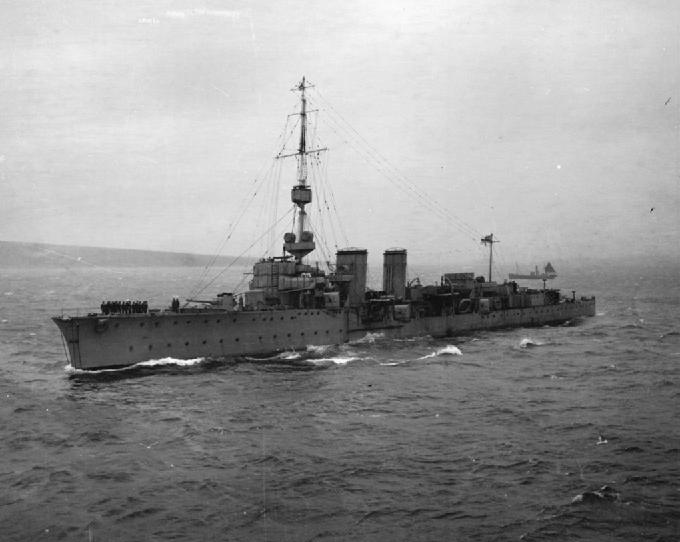
HMS Castor

Podobně jako předchozí třída Calliope měly dvoukomínový design. Původní hlavní výzbroj tvořily dva 152mm kanóny a osm 102mm kanónů. Doplňoval je 76mm kanón, čtyři 47mm kanóny a dva pevné podhladinové 533mm torpédomety. Pohonný systém tvořilo šest kotlů Yarrow a čtyři turbínová soustrojí Parsons (Brown-Curtis na Canterbury) o výkonu 40 000 hp, pohánějící čtyři lodní šrouby. Nejvyšší rychlost dosahovala 29 uzlů.

### Modifikace

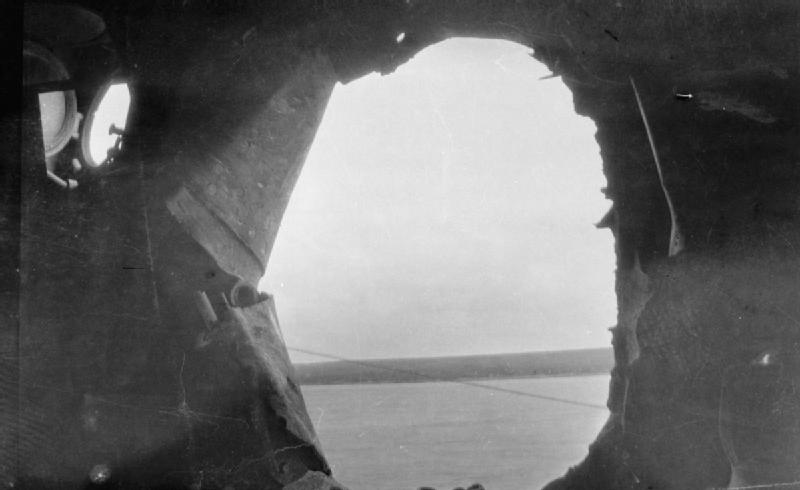
Poškození křižníku Castor z bitvy u Jutska

Během války se výzbroj lodí měnila. Za války byly dva 102mm kanóny nahrazeny třetím 152mm kanónem (poslední Cambrian byl takto přímo dokončen). V roce 1918 byly všechny 102mm kanóny odstraněny a naopak ráže 152mm byla posílena o další čtvrtou hlaveň. Původní 76mm kanóny nahradily dva modernější 76mm kanóny a dva další dvojité 533mm torpédomety.

## Osudy
Všechny čtyři lodi byly nasazeny v první světové válce. Canterbury, Castor a Constance například bojovaly roku 1916 v bitvě u Jutska. Constance a Canterbury zde operovaly v rámci 4. eskadry lehkých křižníků a Castor byl vlajkovou lodí 11. flotily torpédoborců. Castor byl poškozen v potyčce s německými lehkými křižníky SMS Hamburg a SMS Elbing. Byl celkem desetkrát zasažen a utrpěl ztrátu 13 mrtvých a 23 raněných.
Všechny křižníky této třídy válku přečkaly a byly vyřazeny v polovině 30. let. Cambrian a Canterbury roku 1934, Castor a Constance roku 1936.